# Влашки статут
Влашкият статут (на латински: Statuta Valachorum) е декрет, позитивно право, на император Фердинанд II (Свещена Римска империя) от 5 октомври 1630 г.
Декретът се налага, поради многото номади по военната граница, поданици на империята, практикуващи обичайното влашко право. По силата на декрета, власите са поставени под юрисдикцията на Виена. Декретът се предхожда от други два акта регулиращи влашкия статут – от 1608 г. на Рудолф II и на Фердинанд II от 1627 г. Краят на дългата война, със сключения Житваторогски мирен договор, налагат позитивна регламентация на влашкото право. 